# Большой Томан
Большой Томан — река в России, протекает в Республике Коми. Устье реки находится в 85 км по правому берегу реки Тобыш. Длина реки составляет 125 км, площадь водосборного бассейна — 893 км².

## Притоки
- 12 км: Малая Рассоха
- 41 км: река без названия
- 50 км: Томанская Рассоха
- 53 км: Большая Рассоха
- 58 км: Вешальская Рассоха

## Данные водного реестра
По данным государственного водного реестра России относится к Двинско-Печорскому бассейновому округу, водохозяйственный участок реки — Печора от водомерного поста Усть-Цильма и до устья, речной подбассейн реки — бассейны притоков Печоры ниже впадения Усы. Речной бассейн реки — Печора.
Код объекта в государственном водном реестре — 03050300212103000080345.